# Code pénal (Biélorussie)
Pour les articles homonymes, voir code pénal.
Lire en ligne

etalonline.by

Le code pénal (biélorusse : Крымінальны кодэкс Рэспублікі Беларусь — КК РБ [KK RB]; russe : Уголовный кодекс Республики Беларусь — УК РБ [UK RB]) est la codification du droit pénal biélorusse. Il a été adopté 9 juillet 1999. La Biélorussie est le seul pays européen à pratiquer la peine de mort.
En 2022, les procès en Biélorussie durent généralement que dix minutes et peuvent se terminer en trois minutes. Entre 2016 et 2020, 99 % des procès ont abouti à un verdict de culpabilité.